# ラクレード郡 (ミズーリ州)
ラクレード郡（英: Laclede County）は、アメリカ合衆国ミズーリ州の中央部南に位置する郡である。2010年国勢調査での人口は35,571人であり、2000年の32,513人から9.4％増加した。郡庁所在地はレバノン市（人口14,474人）であり、同郡で人口最大の都市でもある。ラクレード郡は1849年2月24日に組織化され、郡名はセントルイス市の設立者ピエール・ラクレードに因んで名付けられた。

## 地理
アメリカ合衆国国勢調査局に拠れば、郡域全面積は768.00平方マイル (1,989.1 km2)であり、このうち陸地765.85平方マイル (1,983.5 km2)、水域は2.14平方マイル (5.5 km2)で水域率は0.28％である。

### 主要高規格道路
- 州間高速道路44号線
- アメリカ国道66号線（1926年–1979年）
- ミズーリ州道5号線
- ミズーリ州道7号線
- ミズーリ州道32号線
- ミズーリ州道64号線

### 隣接する郡
- カムデン郡 - 北
- プラスキ郡 - 北東
- テキサス郡 - 南東
- ライト郡 - 南
- ウェブスター郡 - 南西
- ダラス郡 - 西

### 国立保護地域
- マーク・トウェイン国立の森（部分）

## 人口動態
以下は2000年の国勢調査による人口統計データである。
| 基礎データ - 人口: 32,513人 - 世帯数: 12,760 世帯 - 家族数: 9,187 家族 - 人口密度: 16人/km2（42人/mi2） - 住居数: 14,320軒 - 住居密度: 7軒/km2（19軒/mi2） 人種別人口構成 - 白人: 97.04% - アフリカン・アメリカン: 0.42% - ネイティブ・アメリカン: 0.49% - アジア人: 0.29% - 太平洋諸島系: 0.05% - その他の人種: 0.34% - 混血: 1.37% - ヒスパニック・ラテン系: 1.23% 年齢別人口構成 - 18歳未満: 26.7% - 18-24歳: 8.4% - 25-44歳: 27.8% - 45-64歳: 22.9% - 65歳以上: 14.1% - 年齢の中央値: 37歳 - 性比（女性100人あたり男性の人口） - 総人口: 96.4 - 18歳以上: 92.9 | 世帯と家族（対世帯数） - 18歳未満の子供がいる: 33.9% - 結婚・同居している夫婦: 58.9% - 未婚・離婚・死別女性が世帯主: 9.4% - 非家族世帯: 28.0% - 単身世帯: 24.0% - 65歳以上の老人1人暮らし: 11.0% - 平均構成人数 - 世帯: 2.52人 - 家族: 2.97人 収入と家計 - 収入の中央値 - 世帯: 29,562米ドル - 家族: 35,962米ドル - 性別 - 男性: 27,0115米ドル - 女性: 18,283米ドル - 人口1人あたり収入: 15,572米ドル - 貧困線以下 - 対人口: 14.3% - 対家族数: 11.5% - 18歳未満: 16.5% - 65歳以上: 15.9% |

## 都市と町
| - ベネットスプリングス - コンペティション - コンウェイ | - エルドリッジ - エバーグリーン - ファルコン | - ヘイゼルグリーン - レバノン - 郡庁所在地 - リンチバーグ | - モーガン - フィリップスバーグ - リッチランド | - スリーパー - スタウトランド |  |

## 政治

### 地方
ラクレード郡の地方レベルでは共和党が圧倒的に政治を支配しており、郡の選挙で選ばれる役職を1人を除いて独占している。

#### 2008年大統領予備選挙
2008年の大統領予備選挙で、ラクレード郡は二大政党の候補者をどちらも州全体と全国で二位に終わった者を選んだ。民主党の予備選挙ではヒラリー・クリントンが1位となったが、共和党予備選挙では元アーカンソー州知事のマイク・ハッカビーが1位となり、クリントンより多かった。